# Mina La Argentina
Mina La Argentina ist eine Minensiedlung im Departamento La Paz im südamerikanischen Andenstaat Bolivien.

## Lage im Nahraum
Mina La Argentina ist die größte Ansiedlung im Kanton Choquetanga des Municipio Quime in der Provinz Inquisivi und liegt auf einer Höhe von 4756 m in der Cordillera Quimsa Cruz, einem westlichen Höhenzug der Cordillera Septentrional, des mittleren Abschnitts der bolivianischen Cordillera Central. Etwa einhundert Meter unterhalb der Mina La Argentina befindet sind die Laguna Miguillas, ein See von etwa einem Kilometer Länge und bis zu 250 Meter Breite.

## Geographie
Mina La Argentina liegt zwischen dem bolivianischen Altiplano im Westen und dem Amazonas-Tiefland im Osten. Die Region weist ein typisches Tageszeitenklima auf, bei dem die mittleren Temperaturunterschiede zwischen Tag und Nacht größer sind als die Temperaturunterschiede zwischen den Jahreszeiten.
Die mittlere Durchschnittstemperatur der Region liegt bei knapp 7 °C und schwankt zwischen 3 °C im Juni/Juli und 9 °C im November/Dezember (siehe Klimadiagramm Caxata). Der Jahresniederschlag liegt bei 500 mm, mit einer ausgeprägten Trockenzeit von Mai bis Juli und Monatsniederschlägen von mehr als 100 mm im Januar und Februar.

## Verkehrsnetz
Mina La Argentina liegt in einer Entfernung von 282 Straßenkilometern südöstlich von La Paz, der Hauptstadt des gleichnamigen Departamentos.
Von La Paz führt die asphaltierte Nationalstraße Ruta 3 in östlicher Richtung bis Coroico, und von dort die Ruta 25 in südöstlicher Richtung 160 Kilometer bis Inquisivi und weiter nach Cochabamba. In Inquisivi zweigt in südwestlicher Richtung die unbefestigte Ruta 109 ab und erreicht nach 21 Kilometern Quime, den zentralen Ort des Municipios. In westlicher Richtung führt der Camino Caxata Quime weiter und fünf Kilometer hinter Pongo B-2 zweigt eine serpentinenreiche Landstraße in nordwestlicher Richtung ab, die über Pacuni nach 21 Kilometern Mina La Argentina erreicht.

## Bevölkerung
Die Einwohnerzahl der Minensiedlung ist in dem Jahrzehnt zwischen den beiden letzten Volkszählungen um etwa ein Drittel angestiegen:
| Jahr | Einwohner         | Quelle       |
| ---- | ----------------- | ------------ |
| 1992 | keine Detaildaten | Volkszählung |
| 2001 | 669               | Volkszählung |
| 2012 | 916               | Volkszählung |
| 2024 |                   | Volkszählung |

Die Region weist einen hohen Anteil an Aymara-Bevölkerung auf, im Municipio Quime sprechen 70,5 Prozent der Bevölkerung Aymara.